# Мигель (певец)
Миге́ль Хонтель Пиментель (Miguel Jontel Pimentel; 23 октября 1985, Лос-Анджелес) — американский певец, автор песен и музыкальный продюсер, выступающий под мононимом Миге́ль.

## Ранние годы
Пиментель родился и вырос в Лос-Анджелесе в смешанном браке мексиканца и афроамериканки, которые развелись, когда мальчику было восемь лет. В раннем возрасте он приобщился к музыке, звучавшей в родительском доме: его мать слушала старый ритм-н-блюз, а отец отдавал предпочтение фанку, хип-хопу, джазу и классическому року. Подростком Мигель начал сочинять песни и, чтобы записывать их, он украл магнитофон у своего дяди. В девятом классе он через общего друга познакомился с членом продюсерской компании Drop Squad и до окончания средней школы набирался опыта в студии звукозаписи, после чего он мог надеяться заключить контракт.

## Карьера
Договор с Drop Squad был подписан в 2000 году. Четыре года спустя Мигель перешёл на независимый лейбл Black Ice и приступил к работе над альбомом, который планировалось назвать Young & Free и выпустить 30 ноября 2006 года, однако в конечном итоге его релиз так и не состоялся. Певец остался недоволен вышедшим на Black Ice синглом «Getcha Hands Up» и сопровождавшим его видеоклипом и решил сменить звучание и образ, разорвав отношения с лейблом. На протяжении почти года тогдашний менеджер Мигеля представил несколько песен на суд Марка Питтса — важной персоны в хип-хопе, который работал с Notorious B.I.G., Ашером и Сиарой, — и наконец, после того как он услышал «Sure Thing», состоялась деловая встреча в октябре 2007 года, а в следующем месяце был подписан контракт со звукозаписывающей компанией Jive Records.
Вскоре певец записал дебютный альбом All I Want Is You, выпуск которого задерживался в течение двух лет из-за судебного разбирательства, затеянного лейблом Black Ice по поводу нарушения Мигелем условий контракта. За следующие три года Мигель принимал участие в записи альбомов Ашера Here I Stand и Raymond v. Raymond, Ашера Рота Asleep in the Bread Aisle и песни Musiq Soulchild «IfULeave», а также выпустил микстейп Mischief: The Mixtape. В ноябре 2010 года, после того как затянувшийся конфликт с Black Ice был урегулирован, пластинка All I Want Is You наконец увидела свет. Первоначально она не имела большого успеха, поскольку не получила должной поддержки со стороны выпускающего лейбла, дела которого были осложнены грядущей ликвидацией. Дебютировав на 109-м месте в Billboard 200, через три недели диск покинул чарт, но впоследствии стал «неожиданным хитом»: он вернулся в американский хит-парад, где достиг 37-й строки; всего в США было продано 404 тысячи экземпляров альбома. Его заглавный трек, записанный при участии Джея Коула, зазвучал на радиостанциях, а певец в это время выступал на разогреве у Трея Сонгза и Ашера.
После закрытия Jive Мигель перезаключил контракт с компанией RCA Records, поглотившей данный лейбл, и начал работать с новой маркетинговой командой. Второй альбом исполнителя под названием Kaleidoscope Dream был выпущен 2 октября 2012 года и получил высокие оценки музыкальных критиков. В 2013 году Мигель перезаписал песню «How Many Drinks?» с рэпером Кендриком Ламаром и выпустил совместный сингл с Мэрайей Кэри «Beautiful».
30 июня 2015 года артист выпускает очередной альбом под названием Wildheart. Диск дебютировал на втором месте[где?], продавшись тиражом в 41 тысячу копий, в то время как общий итог с прослушиваниями альбома на потоковых сервисах составил 48 тысяч единиц. На песни из нового альбом вышло несколько видео, а также почти 13-минутный клип-фильм на песни «…goingtohell», «Coffee», «NWA». В записи альбома приняли участие Kurupt и Ленни Кравиц.
В 2017 году он записал трек «Remember Me» в дуэте с мексиканской певицей Наталией Лафуркаде для мультфильма «Тайна Коко», впоследствии вместе они исполнили песню на церемонии вручения премии Оскар.
Выступление Мигеля в 2020 году на концерте-посвящении Принсу «Let’s Go Crazy: The Grammy Salute to Prince» с песней «I Would Die 4 U» было признано одним из лучших моментов вечера.

## Дискография
- Mischief: The Mixtape (2008)
- All I Want Is You (2010)
- Art Dealer Chic, Vols. 1-3 (2012)
- Kaleidoscope Dream (2012)
- Wildheart (2015)
- War and Leisure (2017)

## Видеоклипы
| Год  | Название                                                   | Режиссёр           |
| ---- | ---------------------------------------------------------- | ------------------ |
| 2006 | «Getcha Hands Up!»                                         | Phenomenon         |
| 2010 | «All I Want Is You»                                        |                    |
| 2011 | «Sure Thing»                                               | Хайп Уильямс       |
| 2011 | «Quickie»                                                  | Алекс Мурз         |
| 2011 | «Girls Like You»                                           | Алекс Мурз         |
| 2012 | «Arch & Point»                                             | Констеллейшн Джонс |
| 2012 | «Adorn»                                                    | Джейсон Битти      |
| 2012 | «Do You…»                                                  | Констеллейшн Джонс |
| 2013 | «Candles in the Sun»                                       | Сара Макулган      |
| 2013 | «How Many Drinks?» (при участии Кендрика Ламара)           | Кларк Джексон      |
| 2013 | «Beautiful» (в качестве приглашённой звезды у Мэрайи Кэри) | Джозеф Кан         |